# Park Narodowy Aruszy

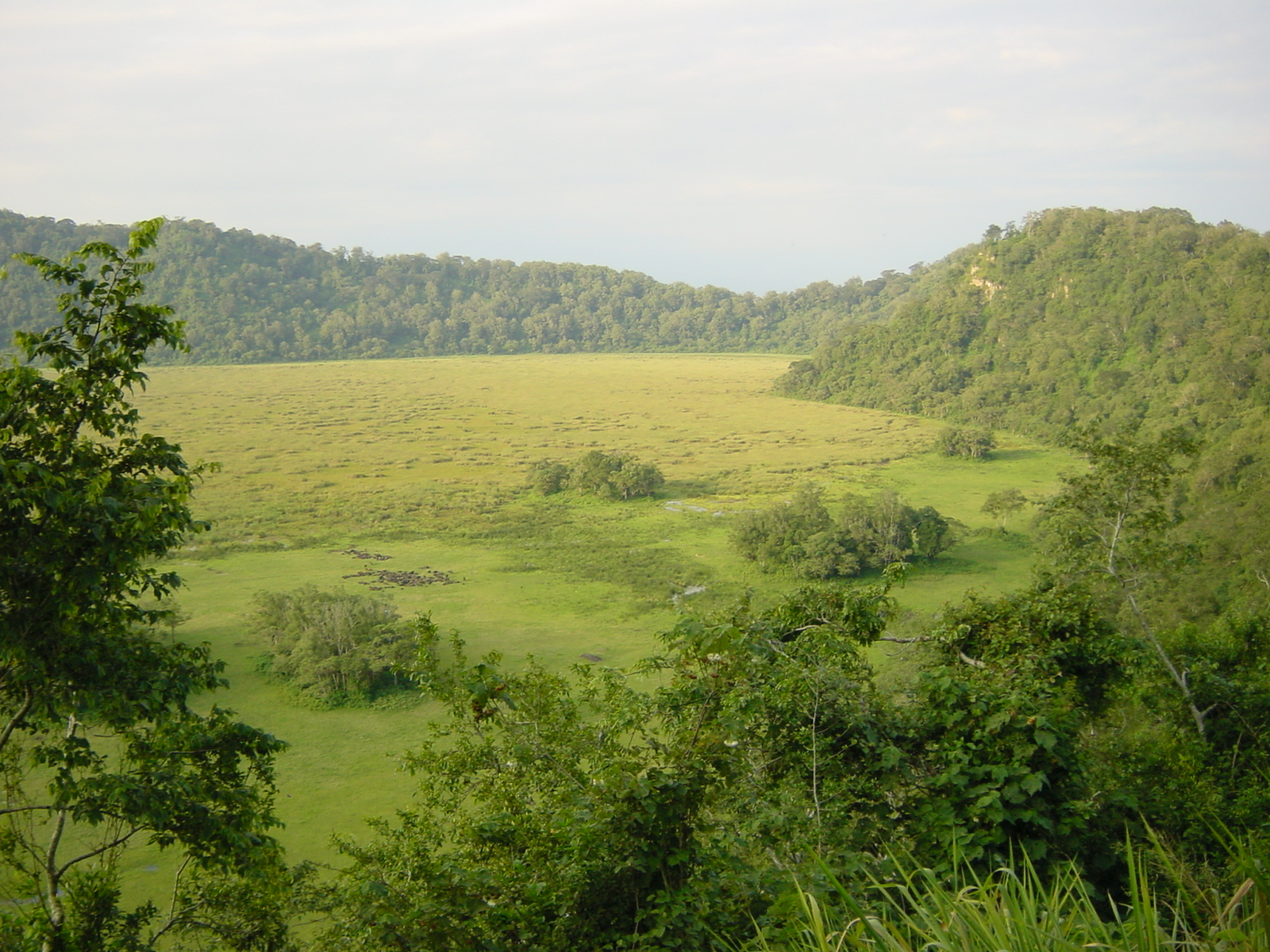
Krater Ngurdoto w Parku Narodowym Arusha

Park Narodowy Aruszy (ang. Arusha National Park) – park narodowy w północnej Tanzanii, około 20 km od miasta Arusza, jego powierzchnia wynosi 137 km². Park obejmuje wschodnie stoki góry Meru, Jeziora Momala oraz kratery Ngurdoto i Serengeti Ndogo („Małe Serengeti”). Teren parku jest silnie zróżnicowany geograficzne – występują tu wilgotne lasy równikowe, które wraz z wysokością przechodzą w kolejne piętra roślinne aż po trawiastą roślinność wysokogórską. Krater Ngurdoto jest zabagniony, zaś dno Serengeti Ndogo pokrywają pastwiska. Występuje tu także wiele chronionych gatunków zwierząt, m.in. antylopy, słonie, hieny, mangusty, guźce, lamparty i wiele gatunków małp.